# Ősbékafélék
Az ősbékafélék (Leiopelmatidae) a kétéltűek (Amphibia) osztályába és  a békák (Anura) rendjébe tartozó  család.

1 nem és 4 élő faj tartozik a családba.

## Előfordulásuk
Valamennyi ide tartozó faj Új-Zélandon él és a kihalás fenyegeti őket. Hegyvidéki patakokban, azok közelében élnek.

## Megjelenésük
A farokmozgató izmok maradványaival még rendelkeznek.

## Életmódjuk
Táplálékuk  gerinctelen állatokból áll.

## Szaporodásuk
Belső megtermékenyítésük van, a petéket kövek alá, kocsonyás burokba rakják.

## Rendszerezés
- Leiopelma (Fitzinger, 1861) – 4 élő és 3 kihalt faj
  - Leiopelma archeyi
  - Leiopelma auroraensis – kihalt
  - Hamilton-ősbéka (Leiopelma hamiltoni)
  - Hochstetter-ősbéka (Leiopelma hochstetteri)
  - Leiopelma markhami – kihalt
  - Leiopelma pakeka
  - Leiopelma waitomoensis – kihalt